# Eunice Newton Foote
Eunice Newton Foote (Goshen, 17 de julho de 1819 — Lenox, 30 de setembro de 1888) foi uma cientista, inventora e activista dos direitos das mulheres americana. Foi a primeira cientista a concluir que certos gases aqueciam quando expostos à luz solar, e que o aumento dos níveis de dióxido de carbono (CO2) mudaria a temperatura atmosférica e poderia afectar o clima, um fenómeno agora conhecido como efeito de estufa. Nascida em Connecticut, Foote foi criada em Nova York, centro dos movimentos sociais e políticos da sua época, como a abolição da escravatura, o activismo anti-álcool e os direitos das mulheres. Frequentou o Seminário Feminino de Troy e a Escola Rensselaer dos 17 aos 19 anos, obtendo uma ampla educação em teoria e prática científica.
Após se casar com o advogado Elisha Foote em 1841, estabeleceu-se em Seneca Falls, Nova York. Foi signatária da Declaração de Sentimentos e uma das editoras dos procedimentos da Convenção de Seneca Falls de 1848, a primeira reunião a tratar dos direitos das mulheres como o seu único foco. Em 1856, publicou um artigo notável por demonstrar a absorção de calor pelo dióxido de carbono (CO2) e pelo vapor de água, e pela hipótese de que a mudança nas quantidades de CO2 na atmosfera alterariam o clima. Foi a primeira publicação conhecida numa revista científica por uma mulher americana no campo da física. Publicou um segundo artigo em 1857, sobre electricidade estática em gases atmosféricos. Embora não fosse membro da Associação Americana para o Avanço da Ciência (AAAS), os seus dois artigos foram lidos nas conferências anuais da organização — esses foram os únicos artigos sobre física escritos por uma mulher americana até 1889. Com o passar do tempo, patenteou também várias invenções.
Foote faleceu em 1888 e, ao longo de quase cem anos, as suas contribuições caíram no esquecimento, antes de serem redescobertas por académicas no século XX. No século XXI, um novo interesse por Foote surgiu quando se percebeu que o seu trabalho antecedeu as descobertas feitas por John Tyndall, que havia sido reconhecido pelos cientistas como a primeira pessoa a mostrar experimentalmente o mecanismo do efeito de estufa envolvendo a radiação infravermelha. O exame detalhado do seu trabalho por cientistas modernos confirmou que três anos antes de Tyndall publicar o seu artigo em 1859, Foote descobriu que o vapor de água e o CO2 absorvem o calor da luz solar. Além disso, a sua visão de que variações nos níveis atmosféricos de vapor de água e CO2 resultariam em mudanças climáticas precedeu a publicação de Tyndall em 1861 em cinco anos. Devido aos limites do seu projecto experimental e possivelmente à falta de conhecimento da radiação infravermelha, Foote não examinou ou detectou a absorção e emissão de energia radiante na faixa infravermelha térmica, que é a causa do efeito de estufa. Em 2022, a União de Geofísica dos Estados Unidos instituiu a "Medalha Eunice Newton Foote para Ciências da Vida Terrestre" em sua homenagem, para reconhecer pesquisas científicas excepcionais.

## Infância e educação
Eunice Newton nasceu no dia 17 de julho de 1819, em Goshen, Connecticut, filha de Thirza e Isaac Newton Jr. Em 1820, a família mudou-se para o Condado de Ontário, no oeste de Nova York. O seu pai era um agricultor e empresário em East Bloomfield, tendo acumulando riqueza que, posteriormente, perdeu através da especulação. Eunice era uma parente distante do cientista Isaac Newton. Tinha seis irmãs e cinco irmãos, embora a irmã mais velha tenha falecido aos dois anos. O seu pai faleceu em 1835 e o quinto filho, uma filha chamada Amanda, assumiu a responsabilidade de livrar as propriedades da dívida e tornar-se a única proprietária para evitar que a fazenda da família fosse vendida. A área de Nova York onde Eunice cresceu e passou a maior parte da sua vida foi o centro do activismo social da época. Ela teria sido exposta a abolicionistas, activistas da reforma do vestuário, místicos, defensores da temperança e activistas dos direitos das mulheres.

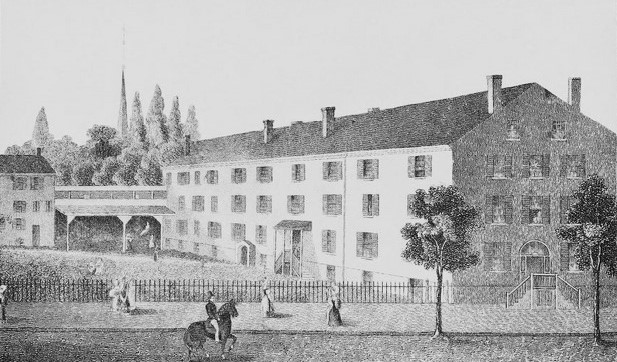
Seminário Feminino de Troy, 1822

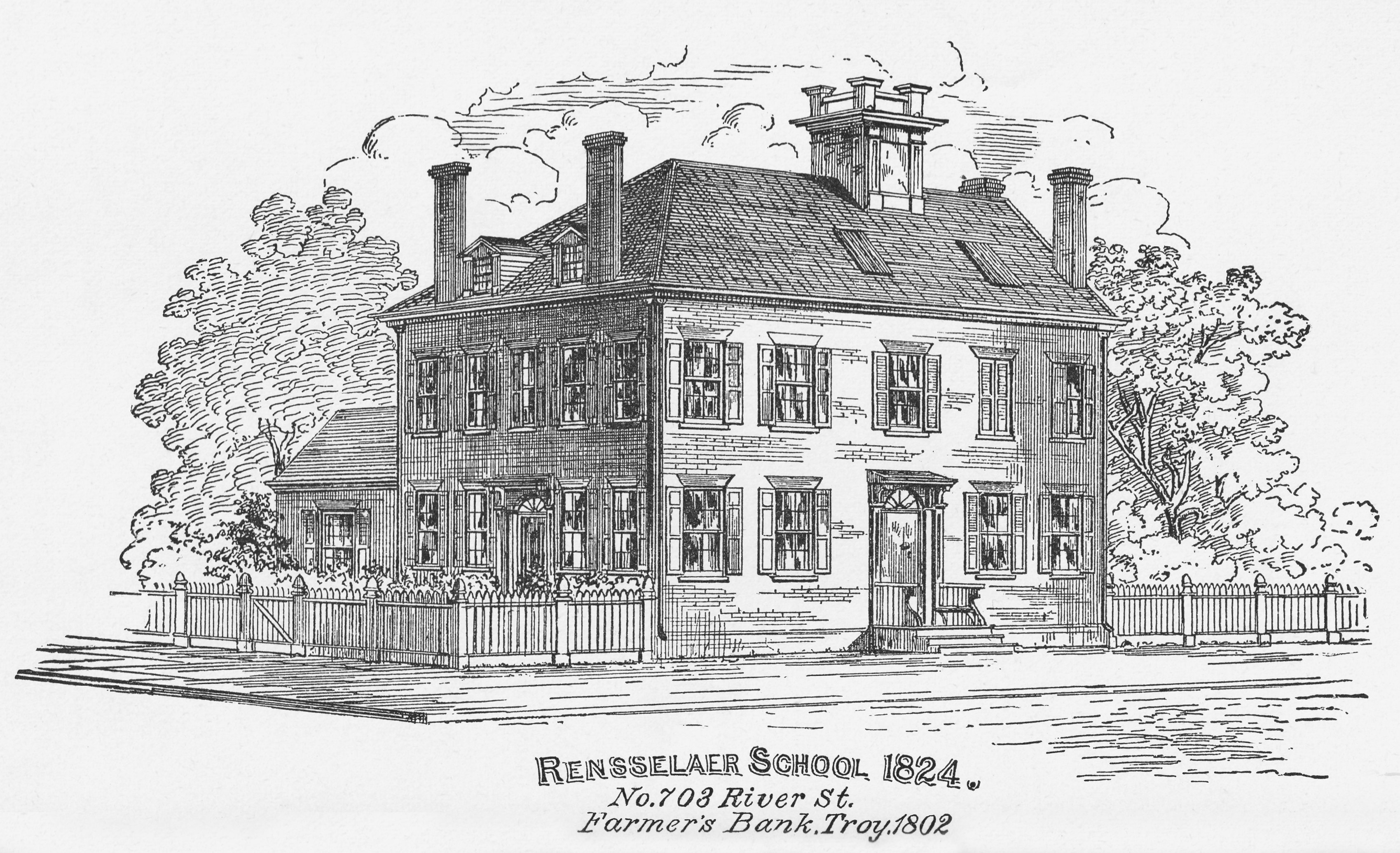
Escola Rensselaer, 1824

Newton foi educada no Seminário Feminino de Troy, uma escola preparatória pioneira para mulheres, estabelecida pela feminista Emma Willard. Os alunos do seminário foram incentivados a frequentar cursos de ciências na adjacente Escola Rensselaer, dirigida por Amos Eaton, professor e defensor da educação feminina. Os métodos inovadores de Eaton incluíam palestras sobre teoria científica acompanhadas de experiências práticas em laboratório, em vez da memorização mecânica. Newton frequentou essas escolas entre 1836 e 1838.
Durante a presença de Newton, a directora assistente do seminário era a irmã de Willard, Almira Hart Lincoln Phelps, que preparava os currículos da escola e escrevia livros didácticos para os alunos. Os alunos foram autorizados a contestar as suas notas antes da reunião semanal. Em vez dos típicos currículos escolares oferecidos às meninas, os alunos estudavam dança, história, línguas (inglês, francês, italiano, latim), literatura, matemática (geral, álgebra, geometria), música, pintura, filosofia, retórica e ciência (botânica, ciência doméstica). Na Escola Rensselaer, Newton aprendeu a realizar pesquisas e testes de laboratório. As meninas que frequentavam a escola podiam estudar astronomia, química, geografia, meteorologia e filosofia natural.

## Casamento e vida familiar
No dia 12 de agosto de 1841, em East Bloomfield, Newton casou-se com Elisha Foote Jr. (1809–1883), um advogado. Foote recebeu instrução em Johnstown, Nova York, com o juiz Daniel Cady, pai da activista dos direitos das mulheres Elizabeth Cady Stanton. Em 1844, numa hasta pública, Elisha comprou a casa para a qual a família Stanton se mudou em 1847. Doou-a no ano seguinte a Daniel Cady, que por sua vez a deu à sua filha, Elizabeth, em 1846. A escritora Ermina Leonard descreveu Eunice como "uma bela pintora de retratos e paisagens", que também era conhecida como uma cientista amadora e inventora. No seu pedido de passaporte de 1862, os funcionários descreveram Foote como tendo pouco menos de 1,57 metros, com olhos azul-acinzentados, boca "bastante grande", rosto oval e cabelos castanhos escuros.
O casamento gerou duas filhas, Mary, nascida a 21 de julho de 1842, que se tornou artista, escritora e defensora dos direitos das mulheres; e Augusta, nascida a 24 de outubro de 1844, que se tornou escritora. Ambas as filhas nasceram em Seneca Falls. Elisha tornou-se um juiz, trabalhando no Tribunal de Apelos Comuns no condado de Seneca, mas renunciou ao cargo em 1846. Ele continuou a trabalhar como advogado e Eunice projectou e construiu um laboratório em sua casa. Na primavera de 1860, a família mudou-se para Saratoga Springs, Nova York, onde Augusta estudou numa escola particular. Elisha tinha um consultório particular e era especialista em direito de patentes.
Em 1865, Elisha foi nomeado para servir como aprendiz no Conselho de Examinadores-Chefe do Escritório de Marcas e Patentes dos Estados Unidos. Toda a família mudou-se para Washington, D.C. Enquanto eles estavam em Washington, ambas as filhas casaram-se. Mary casou-se com John B. Henderson, um senador dos Estados Unidos pelo Missouri, co-autor da 13.ª Emenda para abolir a escravidão e um defensor da 15.ª Emenda para conceder direitos de voto aos antigos escravos. Eles tiveram uma cerimónia luxuosa em 1868, com a presença de muitos dignitários, incluindo o presidente dos Estados Unidos, Andrew Johnson. No ano seguinte, Augusta casou-se com Francis Benjamin Arnold, um importador de café da cidade de Nova York.
Depois de completar a sua aprendizagem, Elisha foi nomeado Comissário de Patentes, servindo de 25 de julho de 1868 a 25 de abril de 1869. Quando o seu mandato como comissário expirou, permaneceu no Conselho de Examinadores-Chefe por vários anos. O casal morou em East Bloomfield em 1872 e 1873, e estavam de volta a Washington em 1874, e quatro anos mais tarde, em 1878, regressaram a Nova York. Em 1981, ainda moravam na cidade de Nova York. Enquanto visitava St. Louis, Missouri, em 1883, Elisha morreu na casa de Mary. Após a morte de Elisha, Eunice viveu no Brooklyn e em Lenox, Massachusetts.

## Activista pelos direitos das mulheres

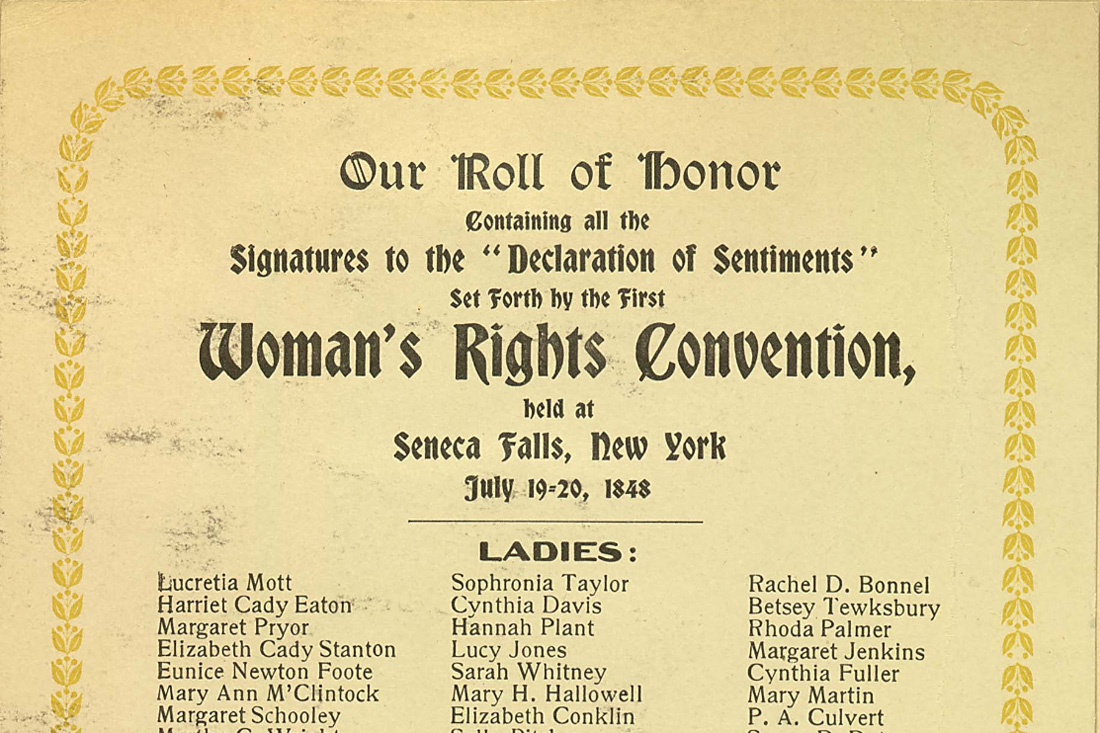
A página de assinatura da Declaração de Sentimentos, com a assinatura de Foote à esquerda

Eunice Foote era vizinha e amiga da sufragista Elizabeth Cady Stanton e participou na Convenção de Seneca Falls de 1848, a primeira convenção dos direitos das mulheres. Como membro do comité editorial da convenção, Foote e o seu marido Elisha foram signatários da Declaração de Sentimentos da convenção. A declaração, escrita por Stanton, exigia direitos sociais e legais iguais aos dos homens, bem como o direito de voto. Foote foi uma das cinco mulheres que prepararam os procedimentos da convenção para publicação; os outros eram Stanton, Elizabeth M'Clintock, Mary Ann M'Clintock e Amy Post.

## Carreira científica

### "Circunstâncias influenciadoras do calor dos raios solares"
Uma cientista amadora, Foote realizou uma série de experiências que demonstraram as interacções da luz solar em diferentes gases. Ela usou uma bomba de ar, dois cilindros de vidro e quatro termómetros de mercúrio em vidro. Em cada cilindro, colocou dois termómetros e depois usou a bomba para evacuar o ar de um cilindro e comprimi-lo no outro. Quando ambos os cilindros atingiram a mesma temperatura ambiente, foram colocados à luz do sol e as variações de temperatura foram medidas. Colocou também os recipientes na sombra para comparação e testou os resultados de temperatura desidratando um cilindro e adicionando água ao outro, para medir o efeito do ar seco vs ar húmido. Foote notou que a quantidade de humidade no ar afectava os resultados de temperatura. Ela realizou esta experiência com ar, dióxido de carbono (CO2) (que era chamado de gás de ácido carbónico na sua época) e hidrogénio, descobrindo que o tubo cheio de dióxido de carbono ficou mais quente que os outros quando exposto à luz solar. Ela escreveu: "O receptor contendo este gás tornou-se muito aquecido — muito mais [...] do que o outro — e ao ser removido [do Sol], demorou muito tempo para resfriar".

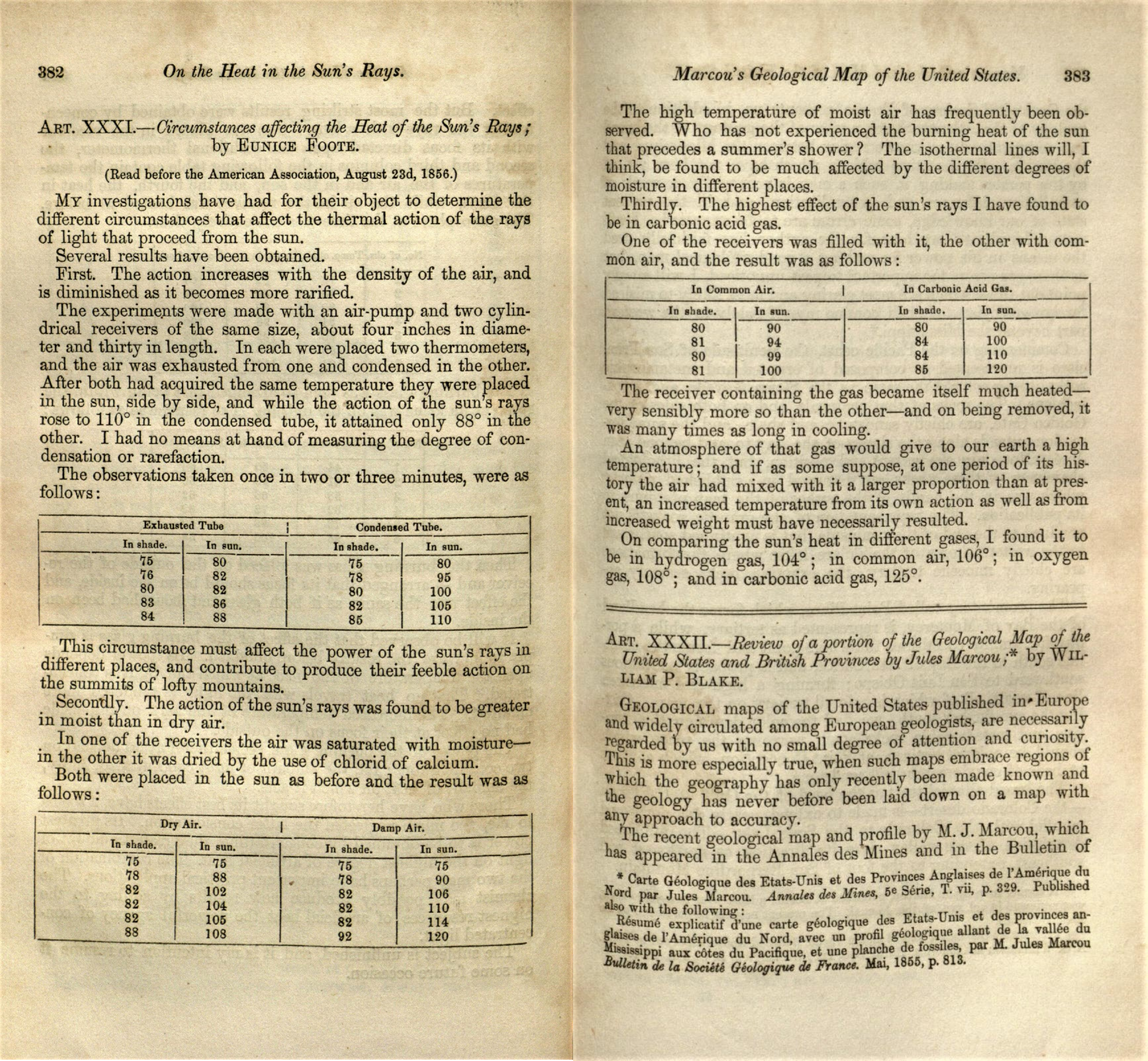
Eunice Foote — "Circunstâncias influenciadoras do calor dos raios solares" (1856), American Journal of Science and Arts. Foote reconheceu as implicações das propriedades de captura de calor do dióxido de carbono — o efeito de estufa — para todo o planeta

Foote notou que CO2 atingiu uma temperatura de 52 ºC e que a quantidade de humidade no ar contribuiu para as variações de temperatura. Em conexão com a história da Terra, Foote teorizou que "Uma atmosfera desse gás daria à nossa Terra uma alta temperatura; e se, como alguns supõem, num período da sua história, o ar tivesse misturado com ele numa proporção maior do que no presente, um aumento de temperatura da sua própria acção, bem como de aumento de peso, deve ter necessariamente resultado." A sua teoria era uma afirmação clara do aquecimento climático causado pelo aumento dos níveis de CO2 na atmosfera.
Foote descreveu as suas descobertas num artigo, "Circunstâncias influenciadoras do calor dos raios solares", que apresentou na décima reunião anual da AAAS, realizada a 23 de agosto de 1856, em Albany, Nova York. Por razões que não são claras, Foote não leu o seu artigo para os presentes — as mulheres eram, em princípio, autorizadas a falar publicamente na conferência — e o seu artigo foi apresentado por Joseph Henry, da Smithsonian Institution. Henry apresentou o artigo de Foote afirmando que "a ciência não era de nenhum país e de nenhum sexo. A esfera da mulher abrange não apenas o belo e o útil, mas o verdadeiro". No entanto, ele descartou as descobertas dela no artigo do New-York Daily Tribune sobre a apresentação, dizendo "embora as experiências fossem interessantes e valiosas, havia [muitas] [dificuldades] abrangendo [qualquer] tentativa de interpretar o seu significado".
A edição de 1856 do American Journal of Science and Arts publicou o artigo completo de Foote sob o seu nome, imediatamente após um artigo do seu marido, Elisha. Além daqueles sobre astronomia, o artigo foi a primeira publicação conhecida de física numa revista científica feita por uma mulher norte-americana. No entanto, não foi incluído pela AAAS na sua publicação anual das reuniões da associação. No ano seguinte, resumos do trabalho de Foote foram incluídos na edição de 1857 do The Annual of Scientific Discovery, no Canadian Journal of Industry, Science and Art (1857), no Jahresbericht über die Fortschritte der reinen, pharmaceutischen und technischen Chemie, Physik, Mineralogie und Geologie, 1856 (Relatório Anual sobre o Progresso da Química Pura, Farmacêutica e Industrial, Física, Mineralogia e Geologia, 1856 (Giessen, 1857), na Nova Revista Filosófica de Edimburgo (1857), no jornal New York Daily Tribune, e na revista Scientific American (1856). Tanto os resumos de Giessen como os de Edimburgo omitiram as suas conclusões directas sobre o impacto do dióxido de carbono no clima. O resumo escrito na Nova Revista Filosófica de Edimburgo indicava que dois artigos haviam sido escritos, um por Elisha e outro pela Sra. Elisha Foote, mas o título do artigo de Elisha, "On the Heat in the Sun's Rays", foi dado para ambos os artigos, embora o resumo tenha sido inteiramente dedicado ao artigo de Eunice. Foote foi elogiada na edição de 13 de setembro de 1856 da Scientific American. Embora o artigo fosse intitulado "Senhoras Científicas — Experiências com Gases Condensados", Foote era o assunto principal. Impressionados com o facto de as suas teorias serem apoiadas por experiências, os autores declararam: "Estamos felizes em dizer que isso foi feito por uma senhora", e observaram que "ela estava profundamente familiarizada com quase todos os ramos da ciência física".
No final da década de 1770, Horace Bénédict de Saussure usou um aparelho semelhante ao de Foote e concluiu que a altitude impactava o calor solar num cilindro fechado. Joseph Fourier teorizou na década de 1820 que os gases atmosféricos retinham o calor solar. Nenhum deles reconheceu o aumento do calor solar por CO2 e vapor de água na atmosfera, o que foi exclusivo das descobertas de Foote. Em 1859, John Tyndall relatou a sua pesquisa mais sofisticada, ao usar um cubo de Leslie e um espectrómetro diferencial, mostrando que vários gases capturaram e emitiram radiação térmica infravermelha em vez de luz solar. O seu trabalho, "Nota sobre a transmissão de calor radiante através de corpos gasosos" foi publicado naquele ano no Proceedings of the Royal Society, sociedade da qual era membro.
Tyndall deu crédito ao trabalho de Claude Pouillet sobre a radiação solar através da atmosfera, mas parecia não ter conhecimento do trabalho de Foote ou não o considerou relevante. Tyndall não fez menção ao vapor de água, dióxido de carbono ou clima até à sua quarta publicação sobre o assunto, que apareceu na revista francesa Bibliothèque Universelle de Genève em 1859 e, mesmo lá, não estabeleceu a ligação com as alterações climáticas. Após realizar mais testes, em 1861 o seu trabalho seminal sobre o clima, "A Palestra Bakeriana: Sobre a Absorção e Radiação de Calor por Gases e Vapores, e sobre a Conexão Física de Radiação, Absorção e Condução" foi apresentado como uma palestra para a Royal Society e foi publicado no final daquele ano nas Philosophical Transactions of the Royal Society.

### "Sobre uma nova fonte de excitação eléctrica"
Em 1857, Foote conduzia experiências com electricidade estática, que chamou de "excitação eléctrica". Os estudos foram elaborados para testar o teor de humidade e quais gases do ar poderiam gerar electricidade estática. Ela usou uma bomba de ar com potência limitada para ajustar a pressão do ar num tubo de vidro com cerca de 60 centímetros de comprimento e sete centímetros de diâmetro e selado nas extremidades com tampas de latão. Preso a uma tampa estava um electrómetro de folha de ouro, que permitia medir cargas eléctricas, e a outra tampa estava presa à bomba. Aspirando o ar atmosférico, substituiu-o por oxigénio, hidrogénio e CO2, bem como ar seco e húmido para testar os seus efeitos sobre a carga eléctrica. Ao expandir ou comprimir o ar, Foote observou que o teor de humidade foi alterado, o que por sua vez afectou a quantidade de electricidade estática que poderia ser gerada. Foote estava a trabalhar a partir da hipótese de que cargas eléctricas e flutuações na pressão atmosférica poderiam explicar o campo magnético e a polaridade da Terra, o que mais tarde foi demonstrado por outros cientistas como não sendo o caso.
O artigo de Foote, "Sobre uma nova fonte de excitação eléctrica", foi lido novamente por Henry na conferência anual da AAAS realizada em Montreal, no terceiro dia de procedimentos, 14 de agosto de 1857. Em novembro de 1857, as descobertas de Foote foram publicadas no Proceedings of the American Association for the Advancement of Science. A publicação deste artigo foi a primeira vez que o trabalho de uma mulher norte-americana em física foi incluído na revista. Durante o século XIX, apenas dezasseis artigos de física foram publicados por mulheres norte-americanas. Os únicos dois publicados antes de 1889 foram os artigos de Foote de 1856 e 1857.
O artigo de Foote foi abreviado e publicado no American Journal of Science and Arts e na Philosophical Magazine. A Philosophical Magazine rejeitou a publicação do seu primeiro artigo, optando antes pela re-impressão da obra de Elisha de 1856. O artigo sobre as descobertas de Foote publicado no The New-York Daily Times no dia 18 de agosto de 1857, elogiou o seu trabalho, alegando que as suas descobertas "nunca haviam sido comprovadas até então" embora, na verdade, confirmaram a lei dos gases ideais, publicada em 1834. Ela provou que o aquecimento ou resfriamento adiabático, ou mudanças de temperatura que ocorrem sem adicção ou remoção de calor, é o resultado da mudança de pressão. As mudanças de temperatura alteram a pressão do vapor no ar, o que por sua vez impacta a geração de electricidade estática.

### Invenções

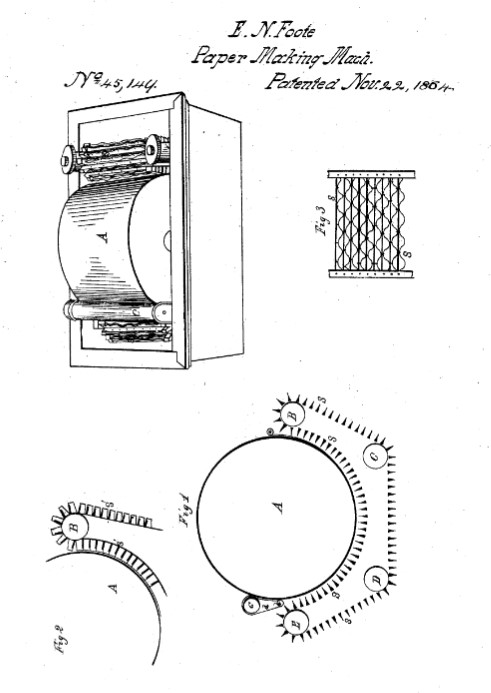
Máquina de fazer papel de Foote, 1864

Eunice Foote e o seu marido Elisha eram ambos inventores. Rachel Brazil, redactora científica da Chemistry World, observou em 2020 que Elisha registou uma patente em 1842 para um fogão controlado termostaticamente que foi inventado por Eunice. Segundo Brazil, Eunice patenteou grande parte das suas invenções em nome do marido, porque, sendo casada, não teria condições de defender as patentes na Justiça. A própria Foote reconheceu a prática em 1868, quando Stanton visitou-a no escritório de patentes. Ela disse a Stanton que, na sua opinião, metade das patentes registadas eram sobre invenções de mulheres, mas como os homens controlavam o dinheiro necessário para fazer um modelo e buscavam prestígio, eles retiravam as patentes das mulheres dos seus próprios nomes.
Eunice registou uma patente no seu próprio nome em 1860 para um sapato e palmilha feitos de uma única peça de borracha vulcanizada para "evitar o ranger de botas e sapatos". Um skate que ela inventou, que não tinha alças, foi relatado no The Emporia News em 1868. Em 1864, Eunice desenvolveu uma nova máquina de fazer papel do tipo cilíndrico. O Daily Evening Star relatou que a máquina permitia a fabricação de papel de embrulho e impressão de melhor qualidade a um custo menor. Uma empresa de Fitchburg, Massachusetts, que usou a máquina, relatou que economizava 157 dólares (o equivalente a 2720 dólares em 2021) por dia em matérias-primas.

## Falecimento
Foote faleceu no dia 29 ou 30 de setembro de 1888, em Lenox, Massachusetts. Foi sepultada no Cemitério Green-Wood em Brooklyn, Nova York.

## Redescoberta

### Antecedentes
Os preconceitos contra o crédito às mulheres cientistas pelo seu trabalho levaram à falta de documentação sobre as suas contribuições e realizações científicas, e Foote caiu na obscuridade. Cientistas e jornalistas geralmente concordam que isto aconteceu porque ela era uma mulher e uma cientista amadora, e porque na altura os cientistas americanos não eram tão respeitados como os europeus. O seu fracasso em nomear os trabalhos específicos dos cientistas que a influenciaram marcou Foote como uma amadora. Os investigadores norte-americanos foram reconhecidos na sua época pela história natural, mas a física ainda era um campo em desenvolvimento e poucos físicos norte-americanos tinham reputação internacional. Tyndall tornou-se na pessoa mais creditada pela descoberta do efeito de estufa. Alguns escritores atribuem o efeito de estufa a Svante Arrhenius, o vencedor do Nobel de Química, que usou a físico-química para calcular como o aumento na quantidade de dióxido de carbono atmosférico pode causar o aquecimento da Terra e provou que a interacção humana com o meio ambiente foi uma causa directa das mudanças climáticas.
Em 1902, Susan B. Anthony fez um discurso a convocar as feministas mais jovens a assumirem as rédeas das fundadoras do movimento como "Elizabeth Cady Stanton, Lucretia Mott, Eunice Newton Foote, Mary Livermore e Isabella Beecher Hooker". A negligência institucionalizada da história das mulheres e a distorção do registo histórico por historiadores que não analisaram ou incluíram as experiências das mulheres levaram a que pouco se soubesse sobre as primeiras feministas. Até 1960, apenas treze textos publicados nos Estados Unidos tratavam da história das mulheres. Destes, cinco centraram-se nas mulheres coloniais e três centraram-se nas mulheres do Sul Antebellum. Os activistas da libertação das mulheres começaram a fazer exigências para uma maior representação das mulheres na academia no final dos anos 1960. Eles queriam que a pesquisa sobre a história das mulheres fosse expandida e que grupos como pessoas de cor e outras comunidades marginalizadas fizessem parte do registo histórico. Em 1969, esses activistas formaram o Comité Coordenador sobre Mulheres na Profissão Histórica como afiliado da American Historical Association, na esperança de resolver omissões históricas e eliminar a discriminação e problemas de recrutamento na profissão de historiadores. O impulso para a inclusão das mulheres como sujeitos históricos e como campo de estudo para académicos resultou no lançamento do primeiro programa universitário de estudos sobre mulheres nos Estados Unidos em 1970. Os primeiros textos escritos especificamente sobre a primeira onda feministas foram escritos depois de 1975.

### Recuperação
Várias académicas começaram a recuperar o papel de Foote como cientista do século XIX na década de 1970. Em 1976, a historiadora Sally Gregory Kohlstedt observou a participação de Foote como a única mulher na reunião de 1857 da AAAS. Kohlstedt também observou a adesão de Elisha à AAAS de 1856 a 1860, e a apresentação de documentos por Eunice como não-membro. Deborah Jean Warner mencionou os artigos de Foote e a sua participação nas conferências AAAS de 1856 e 1857, no seu artigo "Educação científica para mulheres na América Antebellum" publicado em 1978 na revista Isis. Lois Barber Arnold, que leccionou no Departamento de Educação Científica do Teachers College, Columbia University, descreveu as experiências de Foote e a participação nas conferências AAAS em detalhe em 1984, mas observou que faltavam dados biográficos sobre ela. Elizabeth Wagner Reed, uma geneticista que estudou preconceitos contra as mulheres na ciência, incluiu um capítulo "Eunice Newton Foote: 1819–1888" no seu livro de 1992, American Women in Science Before the Civil War.
Após o advento da Internet e da digitalização, o interesse renovado em Foote foi despertado por um artigo publicado pelo geólogo de petróleo reformado Ray Sorenson, em janeiro de 2011, na revista online Pesquisa e descoberta da American Association of Petroleum Geologists. Katharine Hayhoe, directora do Centro de Ciências Climáticas da Universidade de Tecnologia do Texas, deparou-se com o trabalho de Foote ao tentar responder a uma pergunta de uma colega, Patricia Solís, sobre a falta de mulheres nas primeiras pesquisas climáticas. Ela publicou um artigo "John v Eunice — A Fascinating Tale of Early Climate Science, Women's Rights and Accidental Poisoning" no Facebook em 2016. Leila McNeill, editora-chefe adjunta da revista Lady Science, publicou um artigo na revista Smithsonian em ezembro daquele ano, após discutir Foote com Sorenson. Na mesma época, o físico John Perlin, que segundo Nick Welsh, editor executivo do Santa Barbara Independent, é autor de duas histórias definitivas sobre energia solar, tomou conhecimento de Foote e começou a pesquisar a sua história. Em 2019, e porque era o 200.º aniversário do nascimento de Foote, tanto académicos quanto jornalistas de muitas partes do mundo começaram a escrever regularmente sobre Foote, o sexismo e os preconceitos na comunidade científica, o que fez com que as mulheres, e especialmente as mulheres cientistas, não fossem reconhecidas.

#### Avaliação das experiências de Foote
Roland Jackson, um professor visitante da Royal Institution com sede em Londres, começou a analisar em 2019 as questões de prioridade do trabalho de Foote, assim como Hayhoe fez em 2016. De acordo com Jackson e Hayhoe, os aparelhos simples de Foote não conseguiam distinguir entre os efeitos da energia emitida pelo Sol e da energia infravermelha irradiada pela Terra. Como Tyndall tinha equipamentos mais sofisticados, Hayhoe observou que foi capaz de fazer essas distinções e medir conclusivamente as "propriedades de retenção de calor" de vários gases, diferenciando a sua energia infravermelha e a capacidade das moléculas absorver ou emitir radiação. Jackson reconheceu que era possível que Foote não "reconhecesse a distinção entre a radiação solar e o calor irradiado da Terra". Ralph Lorenz avaliou o trabalho de Foote num contexto climático planetário moderno e observou que a absorção de radiação infravermelha próxima (0,8 a 3 μm) relatada por Foote é efectivamente um efeito anti-estufa porque envolve principalmente a absorção de radiação solar em vez de absorção e re-radiação infravermelha terrestre de onda longa ('térmica').
Uma análise de ambos os artigos de Foote foi publicada online em 2020 por Joseph D. Ortiz, professor de geologia na Universidade de Kent, e Jackson. As suas descobertas impressas em 2022 contêm uma descrição da metodologia de Foote. Eles apontaram que embora ela não tenha citado trabalhos específicos de outros cientistas, fez referência a de Saussure, Alexander von Humboldt e Edward Sabine. Reed havia notado anteriormente que Foote também havia referenciado Henri Becquerel, Jean-Baptiste Biot e Joseph Louis Gay-Lussac. Eles também observaram que Foote "não mediu o efeito de estufa natural da atmosfera terrestre", mas estudou o aquecimento de gases dentro de recipientes de vidro. As paredes desses recipientes teriam bloqueado a entrada ou saída da radiação infravermelha de ondas longas, ao mesmo tempo que permitiriam que algum calor escapasse por condução. Assim, os seus resultados não indicaram directamente como funciona o efeito de estufa numa atmosfera natural, mas forneceram informações quantitativas sobre como os gases, incluindo os gases com efeito de estufa, absorvem e irradiam calor.
A análise de Ortiz e Jackson traçou a derivação das ideias de Foote e explorou como ela construiu, executou e interpretou as suas experiências. Eles descobriram que Foote conduziu as suas experiências usando um recipiente de controlo e um recipiente de teste, que foram feitos da forma mais semelhante possível. O seu projecto experimental repetiu o emparelhamento para que ela pudesse medir as mudanças entre pleno sol e sombra, ar aspirado e condensado, ar húmido e seco, e atmosfera ambiente e CO2 para cada recipiente. Embora não tenha tentado responder como ou por que ocorreu o aquecimento, os seus resultados confirmaram as perguntas que ela procurava responder: "A concentração de gás na atmosfera afecta a sua resposta de aquecimento aos raios do sol?; A composição do gás na atmosfera afecta a sua resposta de aquecimento aos raios solares?; e Pode ser classificado o efeito de diferentes gases na resposta de aquecimento dos raios solares?

#### Análise do papel pioneiro de Foote na ciência climática
O capítulo de Reed forneceu detalhes biográficos sobre Eunice e a sua família, e apresentou uma análise detalhada do seu trabalho científico. Ela reconheceu que as experiências de Foote confirmaram que, quando submetido à luz solar, o dióxido de carbono tornou-se mais quente que o ar, "demonstrando assim o que hoje chamamos de efeito de estufa". Em 2010, quando Sorenson encontrou um resumo do trabalho de Foote num volume de 1857 do The Annual of Scientific Discovery, não sabia que o artigo completo havia sido publicado. Ele também não sabia quanto do que o editor David Ames Wells escreveu no resumo era "atribuível a [Foote]". Sorenson reconheceu que o trabalho de Foote precedeu o de Tyndall ao fazer a conexão entre o dióxido de carbono e as mudanças climáticas, mas acreditava que a sua falta de reconhecimento pela descoberta advinha de o seu trabalho ter sido apenas uma apresentação oral. Ele publicou uma actualização das suas descobertas iniciais sobre Foote em 2018 e relatou que "um exame do American Journal of Science and Arts (AJS) foi conduzido, e o artigo original [de Foote] foi encontrado na edição de novembro de 1856 [...] O artigo publicado no AJS mostra claramente que a ideia do aquecimento climático devido ao aumento dos níveis de CO2 atmosférico teve origem em Eunice Foote."
O trabalho de Jackson em 2019 confirmou que as experiências de Foote mostram que o vapor de água e o CO2 que absorve calor ocorreu três anos antes de Tyndall fazer uma alegação semelhante. Ele também validou que as suas observações de que as diferenças nos níveis atmosféricos de vapor de água e CO2 resultariam em alterações climáticas precederam a alegação de Tyndall em cinco anos. Lorenz relatou em 2019 no seu trabalho Exploring Planetary Climate que Foote fez as suas descobertas provando que o ar húmido produzia mais aquecimento do que o ar seco e que as variações na densidade do ar afectavam o aquecimento, antes de Tyndall. Perlin concordou, descrevendo Foote como "a Rosa Parks da ciência, [...] a primeira mulher a ter um artigo lido numa grande reunião científica [...] a primeira mulher a ter um artigo publicado nas actas de uma grande reunião científica [e] a única mulher a ser publicada em sérias revistas de física até Madame Curie". Ortiz e Jackson concluíram que Foote foi a primeira a demonstrar a absorção de calor pelo dióxido de carbono e vapor de água, mas não isolou nem detectou a absorção e emissão de energia radiante dentro da faixa infravermelha térmica, que causa o efeito de estufa.

#### Debate sobre se Tyndall sabia do trabalho de Foote
A redescoberta de Foote também gerou um debate académico sobre se Tyndall conhecia o seu trabalho. A posição de Hayhoe em 2018 era que não havia informações adequadas para tomar uma decisão. Perlin acreditava fortemente que Tyndall sabia, porque um dos seus artigos foi publicado no American Journal of Science de 1856 juntamente com o de Foote. Jackson, que também escreveu uma biografia de Tyndall, acredita que Tyndall provavelmente nunca conheceu Foote. Ele reconhece a possibilidade de que Tyndall pudesse saber, já que era um dos editores da Philosophical Magazine e poderia ter estado envolvido na selecção dos artigos que ela escolheu publicar. Jackson também observa que muitos cientistas europeus, incluindo George Stokes e William Thomson, não tinham conhecimento do trabalho de Foote, uma vez que o seu nome não é mencionado em nenhuma das "correspondências, periódicos ou artigos publicados dos físicos críticos" da sua época.
Perlin rebateu a opinião de Jackson porque, num incidente anterior, Tyndall não havia creditado o trabalho precedente de Henry e Tyndall era conhecido por ter pouca consideração pela capacidade intelectual das mulheres. Jeff Hecht, um escritor de ciência e tecnologia, reconheceu que as razões pelas quais Tyndall não deu crédito a Foote permanecem desconhecidas, mas que ele "... pode ter ignorado uma descoberta reivindicada por uma mulher". Como Perlin, Hecht apontou que Tyndall "... falhou em dar crédito às descobertas de homens como Colladon, e envolveu-se em conflitos sobre prioridade com alguns outros cientistas proeminentes do seu tempo". Jackson refutou que Tyndall tinha apenas um interesse limitado no clima e, depois de 1861, nunca mais publicou sobre o assunto, pois o seu interesse era estudar o efeito da radiação sobre as moléculas. Jackson afirmou que foram os cientistas que deram a Tyndall o título de "fundador da ciência climática" e não um título que Tyndall tenha reivindicado para si mesmo.

## Legado e reconhecimento
Em maio de 2018, um simpósio sobre o trabalho de Foote, Science Knows No Gender: In Search of Eunice Foote Who 162 Years Ago Discovered the Principal Cause of Global Warming, foi realizado na Universidade da Califórnia, em Santa Bárbara. O principal apresentador do simpósio, a primeira conferência organizada especificamente para homenagear Foote, foi Perlin. Um curta-metragem sobre a vida de Foote, Eunice, foi produzida em 2018 por Eric Garro e Paul Bancilhon. Naquele ano, a Cornell University Press lançou um livro Communicating Climate Change: A Guide for Educators, confirmando que o trabalho de Foote precedeu o de Tyndall. A Biblioteca da Universidade da Califórnia, em Santa Bárbara, abriu uma exposição de sete meses em novembro de 2019, From Eunice Foote to UCSB: A Story of Women, Science, and Climate Change, para homenagear o trabalho e o legado de Foote.
O trabalho de Foote é agora reconhecido como a primeira investigação científica conhecida a demonstrar a existência de gases com efeito de estufa e o seu potencial para provocar mudanças no clima. A publicação do seu artigo na edição de 1856 do American Journal of Science and Arts é reconhecida como a primeira publicação conhecida numa revista científica sobre física por uma mulher. A publicação do seu artigo de 1857 no Proceedings of the American Association for the Advancement of Science daquele ano é reconhecida como a primeira vez que o trabalho de uma mulher americana foi publicado na revista. Em 2022 a União de Geofísica dos Estados Unidos instituiu a Medalha Eunice Newton Foote para Ciências da Vida na Terra, cujo objectivo é reconhecer realizações científicas excepcionais em pesquisas que se concentram na convergência da Terra e das ciências da vida. Em 17 de julho de 2023 foi lançado um Doodle do Google para comemorar o 204º aniversário da cientista.

## Trabalhos publicados
- Foote, Eunice (setembro de 1856). «Circumstances Affecting the Heat of the Sun's Rays». Nova York, Nova York: G. P. Putnam & Company. The American Journal of Science and Arts. 22 (66): 382–383. ISSN 0099-5363. OCLC 1280516952 – via archive.org
- Foote, Eunice (agosto de 1857). «On a New Source of Electrical Excitation». Cambridge, Massachusetts: Joseph Lovering. Proceedings of the American Association for the Advancement of Science: Eleventh Meeting: 123–126. OCLC 923936325
- US patent 28265, Foote, Eunice N., "Filling for Soles of Boots and Shoes", publicada a 15 de maio de 1860
- US patent 45149, Foote, Eunice N., "Improvement in Paper-Making Machines", publicada a 22 de novembro de 1864